# ニュージャージー州議会
ニュージャージー州議会（英語: The New Jersey Legislature）は、アメリカ合衆国ニュージャージー州の立法府である。現在の形は、1947年のニュージャージー州憲法で規定されたもので、議会は両院制（議会と上院）となっている。州議会は州都トレントン のニュージャージー州会議事堂で開かれる。

## 歴史

### 植民地時代
州議会は、1702年に、東部ニュージャージーの所有者および西部ニュージャージーの所有者が、アン女王に統治権を明け渡すことを条件に設立された。アン女王の統治により、2つの植民地はニュージャージー州として統合され、王室直轄植民地として、新たな統治体制が確立された。
アン女王からニュージャージー州初の州知事であるコーンベリー子爵への指示には、行政、立法、司法の権限を重複させる権限分立制が概説されていた。この制度では、任命制の評議会と選挙制の議会からなる両院制の州議会が規定されていた。
州議会は、英国王室によって任命され、王室の意向に従って職務を行う12人の議員で構成されていた。辞任や罷免を除いて、議員は終身在任することが多かった。かつての東部および西部ジャージーは、それぞれニュージャージー州東部地区および西部地区として再編された。議員は、2つの地区からそれぞれ6人ずつ割り当てられた。しかし実際には、必ずしもこの割り当てに従わなかった。
当初、議会はバーリントンとパースアンボイの2都市からそれぞれ2名、2つの地区からそれぞれ10名の計24名で構成されていた。この制度では選挙を行うのが難しいため、1709年に議会の再編成が行われた。バーリントンとパースアンボイは2議席を維持し、セーラムは2議席、9つの郡はそれぞれ2議席となった。議員の数は24人のままで、各郡から2人ずつ選出されることになった。ジョージ1世はウィリアム・バーネット知事への指示の中で、新たに設立されたハンタードン郡にセーラムの議席を再配分することを推奨した。これは1727年2月10日に法律として成立した。1768年まで議員数は24名であり、その後、モリス郡、カンバーランド郡、サセックス郡からそれぞれ2名ずつ議員が追加され、議員数は30名となった。この議員数は、1776年の憲法制定により変更されるまで続いた。
知事は州議会を招集し、解散して新たな選挙を行う権限を持っていた。
1775年12月6日、ウィリアム・フランクリン知事はニュージャージー州議会を1776年1月3日まで延期したが、その後議会は一度も開かれなかった。1776年5月30日、フランクリンは州議会の招集を試みたが、その代わりにニュージャージー州地方会議から逮捕命令を受けた。1776年7月2日、州議会は新憲法を承認し、新選挙の実施を命じた。8月13日、まったく新しい州議会が選出された。

### 1776年憲法と州議会
1775年、ニュージャージー州の13郡の代表者は、王室総督に代わるものとして州議会を設立した。1776年6月、この議会は憲法草案の作成を承認し、5日以内に草案が作成され、州議会で採択され、大陸会議で承認された。1776年憲法では、各郡から3人ずつ選出される議会と、各郡から1人ずつ選出される立法評議会からなる両院制議会が規定されていた。州知事を含むすべての州政府高官は、この憲法に基づき州議会によって任命されることになっていた。評議会議長（州知事）に欠員が生じた場合は、副議長がその職を継ぐことになっていた。
それにより、1776年8月27日に州議会が招集された。その後の数年間、連邦党とホイッグ党（サウスジャージー、エセックス、ハドソン、ミドルセックスの各郡で優勢）の激しい対立、そして民主党（北西部、ショア地域、バーゲン郡で有力）の対立によって特徴付けられるようになった。

### 1844年憲法
1844年憲法では、知事の直接選挙と、州議会を通過した法案に対する知事の拒否権が規定された。議会は60人の議員で構成され、毎年選挙で選出され、人口に基づいて各郡に割り当てられた。立法評議会は上院と改称され、州内の19郡からそれぞれ1人ずつ、任期3年の議員で構成されることになった。
南北戦争中、政党への忠誠心が定着した。1893年に共和党が政権を握るまで、民主党は上下両院で優勢だった。共和党が獲得した判決により、下院議員は、人口に偏りがある選挙区ではなく、郡全体から選出されることになった。
どのような変化があったとしても、州議会は開催頻度が低く、議員入れ替えも頻繁で、州政府の中で最も影響力や権力がある機関とは程遠い存在であった。

### 1947年憲法と最近の動向
州は1947年に現行憲法を採択した。この憲法により、知事に拒否権と2期までの任期が与えられた。数百の独立機関は知事の管理下にある20の主要行政部門に統合された。上院議員の任期は4年に、下院議員の任期は2年に延長された。
1966年、上院議員は21人から40人に、議会は60人から80人に増員された。1964年の合衆国最高裁判決と1972年のニュージャージー州最高裁判決を受けて、同州の選挙区は現在の形に再編成された。さらに、立法委員会の重要性の高まりと、立法指導部の任期延長という2つの近代的な動きも、州議会形成の一助となった。

#### ニュージャージー州議会青少年協議会
2022年、州議会は「ニュージャージー州議会青少年協議会法」を可決し、ニュージャージー州議会青少年協議会を設立した。同協議会は、州議会選挙区からそれぞれ1名ずつ、15歳から23歳までの40名の一般市民で構成される、ニュージャージー州議会の青少年諮問機関である。

## 組織

2021年の再編成後のニュージャージー州の選挙区

### 権限
州議会は、両院の過半数による議決により法律を制定する権限を持つが、ニュージャージー州知事には法案を拒否する権限がある。拒否権は、各院で3分の2以上の賛成があれば、州議会で覆すことができる。
州議会は、上下両院の3分の2以上の賛成票により、ニュージャージー州憲法改正案を提出することができる。あるいは、2年連続で過半数の賛成票により改正案を提出することもできる。いずれの場合も、改正案は投票に付され、州民投票で承認されて初めて憲法の一部となる。
州議会は、米国憲法の改正を承認する権限、州会計監査官の任命、選挙や州議会議員の資格審査、州政府高官に対する弾劾手続きの開始と実施の権限も有している。上院は、司法および一部の行政職の知事任命候補を承認または拒否する唯一の権限を有している。

### 議員及び議員要件
現在の州議会の組織は、1947年制定のニュージャージー州憲法第4条に概説されている。州議会は、80人の議員で構成される議会と40人の議員で構成される上院から構成される。議会の一員となるには、個人は少なくとも21歳以上で、選挙区に1年以上、州に2年以上居住し、選挙区内に居住していなければならない。上院議員になるには、30歳以上で、選挙区に2年間、州に4年間居住し、さらに選挙区内に居住していなければならない。

### 選挙及び任期
州議会の選挙は、他のほとんどの州議会や米国議会の選挙とは異なり、奇数年の11月に行なわれる。州議会議員の任期は2年、上院議員の任期は4年だが、10年ごとの最初の2年間は例外的に2年任期となる。この「2-4-4」サイクルは、米国国勢調査の10年ごとの実施後に選挙区境界が変更されたことを反映させるために導入された。
州憲法では、州議会は2年間の任期で、毎年2回の会期に分かれて構成されるものと規定されている。憲法ではまた、1年目に開始されたすべての事業は2年目にも継続できると規定されているため、2回の会期の区別は実質的なものというよりも儀礼的なものである。2年間の任期は、偶数年の1月第2火曜日の正午に開始される。例えば、第215議会の2年間の任期は、2012年1月10日正午に開始された。2年目の終わりには、未完了の案件はすべて失効する。
州議会での活動はパートタイムと見なされ、ほとんどの議員は別の仕事を持っている。ニュージャージー州では、以前は議員が郡や市レベルの他の公職を兼任することも可能だった。この慣行は「ダブル・ディッピング」と呼ばれ、2008年に州議会で禁止されたが、2008年2月1日時点で複数の公職に就いていた19人の議員は、この制度の対象外とされた。

### 役職
上下両院の議長にはそれぞれ、下院議長（Speaker）と上院議長（President）が就任する。また、両院にはそれぞれ、多数派院内総務（Majority Leader）、少数派院内総務（Minority Leader）、院内総務補佐（Assistant Leaders）、院内幹事（Whip）が置かれる。

### 選挙区
州議会の議員は、40の選挙区から選出される。各選挙区は、上院議員1名と下院議員2名を選出する。ニュージャージー州は、州議会の上下両院の選挙区が同一の7州（アリゾナ州、アイダホ州、メリーランド州、ノースダコタ州、サウスダコタ州、ワシントン州）のうちの1つである。州憲法第4条第3項に規定されているように、米国国勢調査の後に州選挙区割当委員会が10年ごとに選挙区の再定義を行う。

## 現在の議会
現在開会中の州議会は、第221議会である。

### 上院
上院は、1844年憲法により、立法評議会に代わる州議会の上院として設立された。州議会は40の選挙区に分かれており、1選挙区の平均人口は23万2,225人（2020年）である。各選挙区には1人の上院議員と2人の下院議員が選出される。選出前の議員は、30歳以上で、4年以上ニュージャージー州に居住していることが、議員を務めるための条件となっている。
1844年から1965年（合衆国最高裁判所のレイノルズ対シムズ判決により、すべての州議会議員をほぼ同数の人口を持つ選挙区から選出することが義務付けられた）までは、各郡が選挙区となり、1人の上院議員を選出していた。1844年憲法では任期は3年であったが、1947年憲法で4年に変更された。1968年以降、上院議員は「2-4-4」サイクルで選出される40人の議員で構成される。
上院議員は10年ごとに2年間の任期を務め、残りの任期は4年間の任期が2回に分かれる。この「2-4-4」サイクルは、10年ごとの米国国勢調査に基づいて選挙区境界が変更されたことを上院議員選挙に反映させるために導入された。このサイクルが導入されていなかった場合、上院議員選挙に使用されるまでに境界線が4年も古くなってしまうことがあった。しかし、任期が異なっているため、境界線が古くなってしまうのは2年だけである。そのため、上院議員の選挙は「1」、「3」、「7」で終わる年に実施される（次回の選挙は2027年、2031年、2033年）。
空席となった議席を埋めるため、州委員会または空席となった議員の所属政党の委員会により暫定任命が行われる（1988年11月8日に憲法改正が可決されて以来）。その年の他の上院議員の選挙が行われない場合（2009年や2015年など、「5」または「9」で終わる年）でも、その議席は次の総選挙の投票対象となる。この例外は、空席が選挙から51日以内に生じた場合のみであり、その場合は次の総選挙まで任命が有効となる。

### 下院
1967年の選挙以来、議会は80人の議員で構成されてきた。ニュージャージー州の40の選挙区からそれぞれ2人の議員が2年の任期で選出される。各選挙区の平均人口は232,225人（2020年）で、各選挙区の偏差値は平均値の上下3.21%以内となっている。立候補するには、候補者は21歳以上で、選挙の1年以上前から選挙区に住んでおり、ニュージャージー州に2年以上住んでいることが条件である。また、選挙区の住民でなければならない。州議会のメンバーはパートタイムの仕事と考えられており、多くのメンバーが議員としての仕事に加えて別の仕事を持っている。議会の議員は2年任期で、奇数年の11月に選挙が行われる。2007年に複数の公職の兼任を禁止するニュージャージー州法が制定されたが、例外として現在4人の下院議員は他の公職に就いている。
下院議長（Speaker of the Assembly）は、議員によって選出される。ニュージャージー州副知事、上院議長に次いで、ニュージャージー州知事が職務を遂行できなくなった場合に知事を代行する3番目の後継者となる。議長は、議会で審議する法案のスケジュールを決定し、委員会の委員長を任命し、議会の議事を全般的に取り仕切る。現在の議長はクレイグ・コーフリン（民主党、ウッドブリッジ選出）である。